# Igor: Objetivo Uikokahonia
Igor: Objetivo Uikokahonia è un'avventura grafica sviluppata nel 1994 da Pendulo Studios, pubblicata su floppy dalla Dro Soft (oggi Electronic Arts Spagna) e su CD-ROM da Dinamic Multimedia. Fu la prima avventura grafica realizzata in Spagna e conseguentemente la prima della Pendulo Studios. Il gioco fu distribuito solo in Spagna, Sudamerica e negli Stati Uniti con il titolo Igor: Objective Uikokahonia.

## Trama
Igor è uno studente universitario americano prototipo del fannullone, profondamente e segretamente innamorato di Laura, compagna del corso di Biologia. L'occasione per starle vicino gli si presenta quando l'università organizza un viaggio-studio nella paradisiaca isola di Uikokahonia, a cui però potranno partecipare solamente i migliori studenti. Fra di essi sarà presente Phillip, acerrimo nemico del protagonista ed anch'egli invaghito della ragazza. Starà ad Igor inventarsi qualcosa per prendere parte al viaggio...

## Modalità di gioco
Il gioco si presenta come una classica avventura grafica punta e clicca molto simile nella grafica e nel gameplay ai classici giochi in SCUMM della LucasArts. Per proseguire nella storia è quindi necessario trovare e combinare oggetti fra loro. Il gioco fu sviluppato inizialmente per MS-DOS su floppy disk e in seguito su CD-ROM con l'aggiunta di voci, musica ed effetti sonori migliorati ed alcuni elementi grafici completamente rivisti. Nonostante non sia un gioco SCUMM è stato reso compatibile con ScummVM, e attraverso questo con vari sistemi operativi. In mancanza di questo software la versione originale non funziona su Windows se non utilizzando DOSBox.